# 常磐炭田
常磐炭田（じょうばんたんでん）とは、19世紀後半から20世紀前半にかけて、福島県双葉郡富岡町から茨城県日立市までに広がって存在した炭田である。夜ノ森と久慈川に挟まれた沿岸地域に立地していた。常磐炭鉱（現・スパリゾートハワイアンズ）は浅野財閥の磐城炭鉱と大倉財閥の入山採炭が第二次大戦中に合併し設立された。
「常磐」は、令制国名の「常陸国」と、明治旧国名の「磐城国」の頭文字を取って付けられた名称である。「常」は水戸藩など現在の茨城県（西南部を除く）に、「磐」は磐城平藩に相当する地域である。

## 歴史

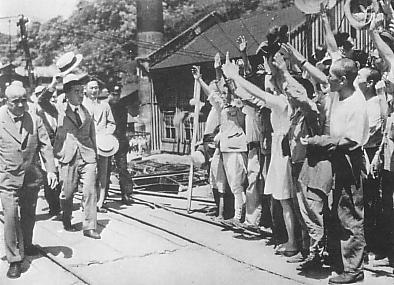
常磐炭鉱に行幸する昭和天皇（1947年）

戊辰戦争が終結した直後、神永喜八、片寄平蔵らにより発見された。明治初期の1870年代から、茨城県北部（旧水戸藩領）から福島県浜通り南部（旧磐城平藩領）にかけての海岸線に面する丘陵地帯にかけて、大規模な炭鉱開発が行われた。これは、首都圏に最も近い炭鉱として注目されたためである。しかし硫黄分を多く含有し、純度の低い炭質（低品位炭）という不利な条件があり、さらに地層が激しい褶曲を受けているため、石炭層を求めて地下へとひたすら掘り下げる、高い掘削技術を要する炭鉱であった。地下水が多く、温泉も湧き出すため坑内は暑く過酷な環境で、1トンの石炭を採掘するのに4トン程度の地下水が湧き出すともいわれ（常磐炭鉱記録映画による）、当時の世界最大級の排水ポンプを並べるなど採炭コストも高かった。しかし首都圏に最も近い大規模炭田であり、また石炭以外にも銅を産出する地域（日立銅山）も含まれていたので、第二次世界大戦前には首都・東京に近い鉱工業地帯として発展した。
1924年（大正13年）8月、湯本町の入山炭鉱でガス爆発事故が発生。また、1927年（昭和2年）3月27日、内郷町の内郷炭坑町田立坑で坑内火災が発生。救助隊の二次災害による被害も含め死者131人。
さらに1935年（昭和10年）5月30日、再び入山炭鉱でガス爆発事故が発生。死者48人を出した。
1947年（昭和22年）8月5日には昭和天皇が福島県に行幸。湯本第6坑内を視察して作業員を激励した。天皇が実際に坑内（地下1,500尺）まで視察したことは初めてのことだった。その年の10月20日、坑内（坑名不詳）で爆発事故が発生。死者11人、重軽傷20人。
1956年（昭和31年）3月7日には、常磐炭鉱磐崎坑の中斜坑でガスが自然爆発、さらに50m離れた場所で落盤が発生。14人が閉じ込められて窒息死する事故となった。
1961年（昭和36年）10月12日には北茨城市の磯原炭鉱で落盤が発生して3人が死亡、同年10月24日には十王町の十王炭鉱で落盤が発生して2人が死亡する事故が、茨城県内で立て続けに起きた。
1960年代になるとエネルギー革命と高度経済成長が起こる。石炭は慢性的なコスト増で産出資源の競争力が失われた。さらに、マッチ用の燐や化学工業原料、火薬などの用途があった副産物の硫黄資源も、技術革新によって石油の脱硫処理から硫黄がより容易に生産されるようになり、市場から駆逐された。各鉱は採算が次第に悪化していき、最後まで残った常磐炭礦（1970年から常磐興産）の所有する鉱山も1976年（昭和51年）に閉山し、常磐興産は炭鉱業自体も1985年（昭和60年）に撤退した。

## 常磐炭田地域の現在

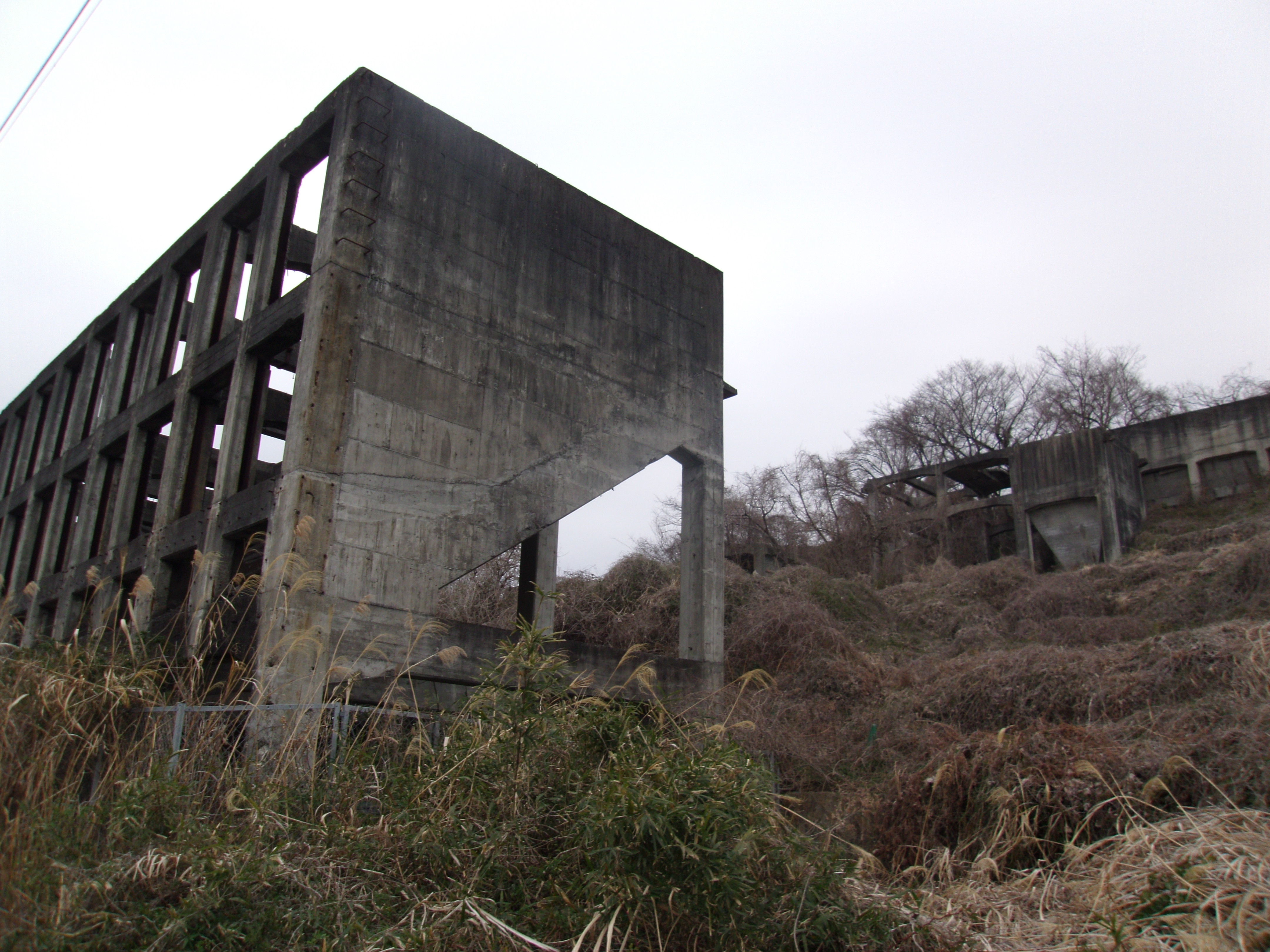
常磐炭鉱中郷鉱跡（北茨城市）

常磐興産は、炭鉱の斜陽化による収益の悪化を観光業に転換することで生き残りを図った。福島県いわき市付近では、かつては炭鉱の坑道から温泉が湧出して労働者を悩ませただけでなく、常磐湯本温泉を湯枯れさせてしまう経緯があった（1トンの石炭を掘るために40トンの湯を廃棄していた）。その温泉を利用する常磐ハワイアンセンター（現・スパリゾートハワイアンズ）を建設し、成功を収めた。また鉱床をボーリングして常磐湯本温泉の安定した源泉を確保している。ちなみに2006年公開の映画『フラガール』は、閉山前後のこの地域を描いている。
いわき市には、常磐炭田の歴史や市内で発掘されたフタバスズキリュウの化石レプリカなどを展示する観光施設「いわき市石炭・化石館ほるる」がある。 
また南部の茨城県日立市付近では、鉱山機械の修理工場から始まった日立製作所が世界的電機メーカーに成長した。その関連企業と合わせて石炭産業従事者の多くを労働力として吸収し、地域の産業基盤の維持に貢献した。
東日本大震災の余震活動では、常磐炭田の直下でも地震活動が活発化し、福島県浜通り地震をはじめとする強い地震が発生している。

## その他
- 1972年12月7日 - 前年に廃鉱となっていた東部鉱鹿島鉱で爆発が発生して2人が死亡、8人が負傷した。同鉱では、福島環境整備センターにより廃棄物処理法に基づく産業廃棄物の投棄が行われており、深さ700メートルの排気口にダンプカーで運んできた油カスを捨てていた[8]。